# Grabplatte derer vom Steinhaus

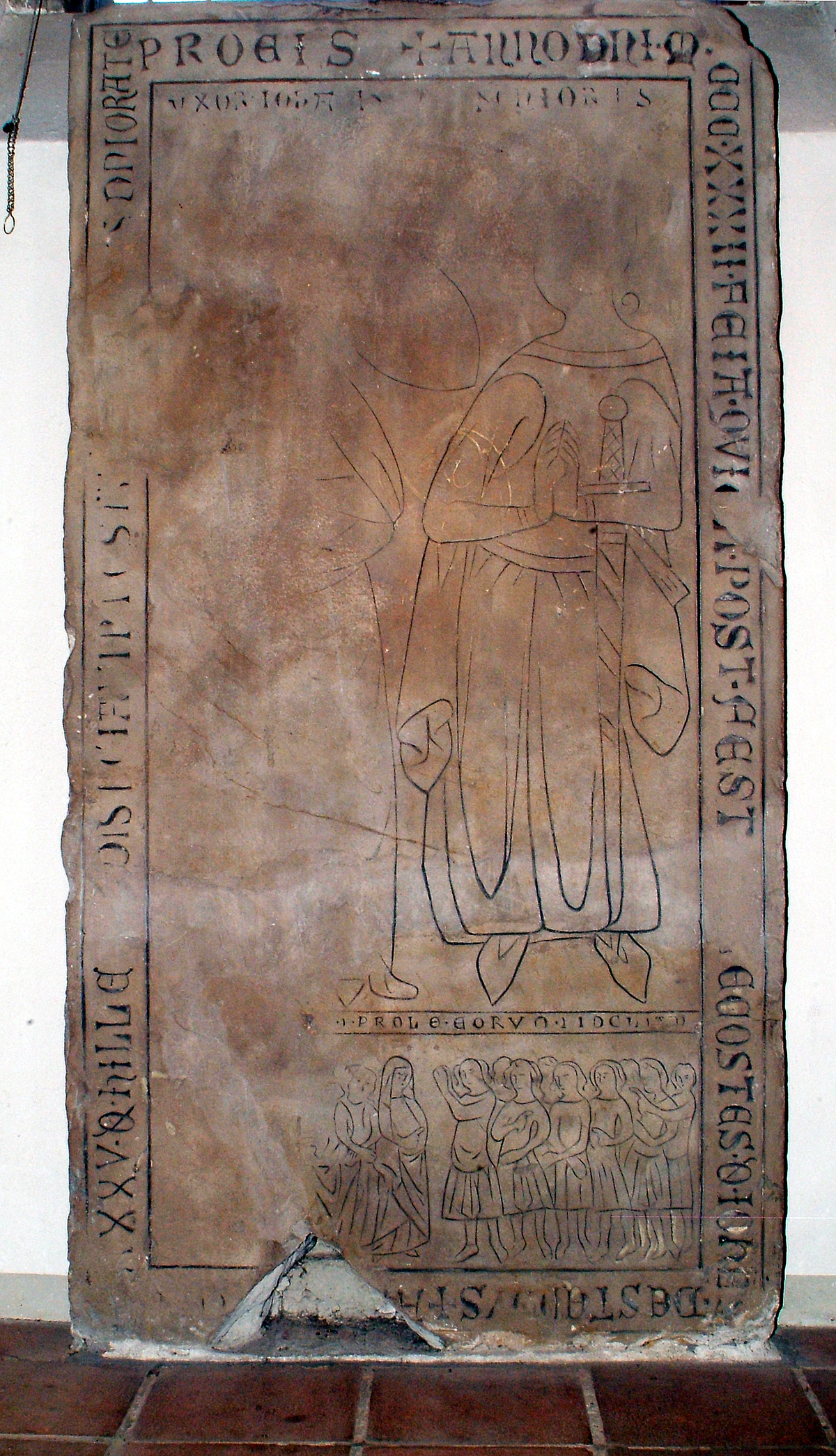
Grabplatte von Johannes de Lapideo Domo Senior und seiner Witwe Hildegardis, individualisierende Ritzzeichnung, um 1335, Kreuzkirche

Die Grabplatte derer vom Steinhaus ist eines der ältesten erhaltenen Grabmale der Stadt Hannover. Der heutige Standort findet sich unterhalb des ersten nordseitigen Fensters innerhalb der Kreuzkirche in der Altstadt.

## Johannes vom Steinhaus der Ältere
Johannes vom Steinhaus der Ältere („Johannes de Lapidea Domo senior“) († 11. Juni 1332 in Hannover) entstammte der Familie vom Steinhaus, einer der ältesten namentlich bekannten Patrizier-Familien der Stadt Hannover. Ihm übertrug der Rat der Stadt am 6. März 1323 das Recht des Patronats über einen von ihm in der Nikolaikapelle dotierten Hochaltar.

## Grabplatte
Die denkmalgeschützte Grabplatte derer vom Steinhaus zeigt Johannes vom Steinhaus den Älteren (siehe oben) sowie seine Witwe Hildegardis († 30. Dezember 1335). Die Ritzzeichnung ist das älteste bekannte, bereits individualisierende Gruppenbild einer hannoverschen Familie: So ist Johannes de Lapideo Domo Senior als älterer Mann zu sehen mit schütterem Haupthaar, unter ihm abgebildet seine acht Söhne. Johannes wendet sich mit den Armen seiner Ehefrau zu, „die die nicht mehr vollständig erhaltene Reihe der Töchter anführt“.
Wenngleich Ritzgrabplatten dieser Art mit umlaufender Inschrift keine Seltenheiten darstellen,  sind die Darstellungen vor allem in der Sockelzone besonders: Anstelle des für die damalige Zeit üblichen Schematismus bei der Wiedergabe von Personen sind hier die einzelnen Familienmitglieder trotz sparsamster Zeichnung unterschiedlich dargestellt: Die Altersunterschiede der verschiedenen Personen und ihre unterschiedlichen Charaktere lassen sich vom Betrachter durchaus ablesen.
„Wahrscheinlich“ war das Ehepaar anfangs in der Nikolaikapelle außerhalb der Stadtbefestigung Hannovers beigesetzt. Von dort wurde die Grabplatte später in die Kirche des Minoritenklosters gebracht, die im 17. Jahrhundert dann zur Schlosskirche des Leineschlosses umgebaut wurde. In späterer Zeit wurde die Grabplatte, „mit der Schauseite nach unten“, als Fußbodenbelag umfunktioniert.
Nach den Luftangriffen auf Hannover im Zweiten Weltkrieg wurde die Grabplatte 1949 aus den Trümmern des Leineschlosses geborgen und in die Kreuzkirche überführt.